# Barberá del Vallés
Barberá del Vallés (oficialmente en catalán: Barberà del Vallès) es un municipio y localidad española de la provincia de Barcelona, en la comunidad autónoma de Cataluña. Se encuentra en la comarca del Vallés Occidental. Se llamó Santa María de Barbará entre 1916 y 1981 y, antes, Barbará. Está integrada en el área metropolitana de Barcelona.

## Toponimia
Se deduce que el origen del topónimo Barberá es de origen antroponímico, es decir, derivado de un nombre propio. La primera mención la encontramos a finales del siglo X, en el testamento del Vizconde Guitart, donde se cita «in locus Barberane». Se sospecha que la procedencia del topónimo arranca de alguna propiedad de alguien llamado 'Bárbaro' (en latín, Barbarus), término al que si le añadimos la terminación -anus, que indica pertenencia, da lugar a Barbaranus > Barberane. En documentos posteriores aparece escrito como Barberano.
Del topónimo se originó el término Barbará, que permaneció como nombre de la localidad hasta reforma de la nomenclatura municipal de 1916, cuando se adoptó el nombre de Santa María de Barbará, en honor a la patrona del pueblo, Santa María. En 1981 se vuelve a modificar el nombre oficial, que pasará a ser Barberá del Vallés, y tres años después, en 1983, Barberà del Vallès, en catalán, pasa a ser el nombre oficial del municipio.
Esta raíz etimológica la podemos encontrar en distintos puntos del territorio español. Algunos ejemplos son Barbará o Mas de Barberáns, ambos en Tarragona, Barbaruéns, en Huesca, Barbarin, en Navarra, o Berberana, en Burgos, y San Martín de Berberana, en La Rioja, todos ellos provenientes del término latino Barbarus.

## Geografía
La ciudad se sitúa, geográficamente, en plena Cordillera Costero Catalana, más concretamente se ubica en la comarca natural del Vallés, una gran llanura en la depresión central de la Cordillera, entre los ríos Llobregat y Tordera. Gracias a este llano, Barberá disfruta de un terreno igualado sin altibajos ni cuestas. No obstante, en el entorno del río se puede observar que Barberá se encuentra situada sobre una terraza fluvial creada por el río Ripoll. Este hecho puede ocasionar en ciertas épocas del año fuertes nieblas matutinas y facilita la existencia de aguas subterráneas.
El punto más alto del término municipal se encuentra en el Puig dels Tudons (el cerro de las Torcaces), que eleva el terreno hasta los 168 m s. n. m.. Este enclave se emplaza en la conocida localmente como sierra de la Salud, una de las pequeñas elevaciones del terreno provocadas por la erosión del río Ripoll.

## Economía
La economía de Barberà del Vallès se caracteriza por su diversidad industrial y su fuerte vinculación con sectores como la logística, la industria química, las energías renovables, la farmacéutica y la fabricación de maquinaria. Gracias a su ubicación estratégica cerca de Barcelona, la ciudad cuenta con una infraestructura de transporte avanzada que favorece el desarrollo del sector logístico, albergando numerosos centros de distribución y empresas dedicadas a la gestión de mercancías. Además, la industria química tiene una importante presencia en Barberà, al igual que las empresas dedicadas a las energías renovables, que refuerzan el perfil industrial de la ciudad con un enfoque hacia la sostenibilidad. La industria farmacéutica también juega un papel crucial, junto con la fabricación de maquinaria, sectores que consolidan a Barberà como un núcleo industrial diversificado y dinámico.
En términos macroeconómicos, Barberà del Vallès presenta un Producto Interior Bruto (PIB) total de 1.624 millones de euros, lo que refleja la solidez de su economía. El PIB per cápita alcanza los 48 692 euros, situando a la ciudad por encima de la media nacional española y destacando su nivel de bienestar económico. Este desempeño económico está estrechamente vinculado a la fortaleza de sus sectores industriales, que, junto con su proximidad a Barcelona, favorecen el crecimiento y la diversificación económica del municipio.

## Símbolos
Barberá del Vallés dispone de un escudo que se describe por el siguiente blasón: «Escudo en forma de losanje con ángulos rectos: de oro, un castillo abierto de gules acompañado de 2 piñas de sinople, una a cada lado. Por timbre una corona de marqués.»
Fue aprobado el 14 de mayo de 1985. El castillo de Barberá del Vallés, presente en el escudo, es el centro de un marquesado, simbolizado por el timbre, a partir de 1702, encabezado por Josep Galceran de Pinós y de Rocabertí. Las piñas de sinople sobre campo de oro se han tomado de las armas parlantes de los Pinós.
La bandera, basada en el escudo, se compone de la mitad superior por una franja horizontal de color rojo, en alusión al castillo del escudo. La otra mitad inferior esta a su vez dividida en dos franjas siendo la superior de color amarillo y el inferior verde, por el escudo de la casa Pinós, primeros marqueses de Barberá.

## Historia

### Edad Media
Ciudad en un principio fundada como urbe romana, aunque el edificio más antiguo conservado data del siglo X. Se trata de la Torre d'en Gorgs, documentada ya entonces como el alodio del Gorgs, lo cual puede significar que esta masía podría ser anterior. También de esa época data la iglesia de Sta. María, también conocida como La Románica, por pertenecer a este estilo arquitectónico, así como el Castillo de Barberá.
Como todas las fortalezas de la zona, el castillo pertenecía al conde de Barcelona; la propiedad del castillo pasó a los Ribes, más tarde a los Moncada y, por último, en 1599 Felipe III se la cedió como favor a los Galcerán del Pinós. En 1702, Felipe V nombró a José Galcerán de Pinós primer marqués de Barberá, con Grandeza de España. No obstante, durante la Guerra de Sucesión, se mantuvo en el bando austracista, por lo que al terminar el conflicto bélico y resultar Felipe V vencedor, mandó derrumbar parte del Castillo de Barberá como castigo a la familia Galcerán de Pinós, reconstruyéndose como masía palaciega, tal y como se puede percibir hoy en día.

### Edad Moderna
Barberá era un lugar de paso, situado en el camino real de Barcelona. En 1619 ya se había construido un caserón muy grande, con capacidad para muchos huéspedes y todo tipo de servicios: el Hostal Nou.
En 1750 se construyeron a un solo lado del camino real casas en hilera que aparecen documentadas como el Hostal Nou y las casitas en 1782 y como el Hostal Nou y la calle en 1796. Durante el siglo XIX se fue configurando a la vez el barrio de la Cruz de Barberá, mientras gran parte de la población continuaba diseminada en masías rurales.
La viña y el cereal eran las principales fuentes económicas de los barberenses, aunque también era conocida su actividad molinera para la fabricación de papel.

### Edad Contemporánea
El siglo XIX empezó con la abolición por parte de las Cortes de Cádiz primero (1812) y de Fernando VII después (1822) de todo tipo de señoríos, que fueron incorporados al Estado y que eran gobernados directamente por sus leyes generales.
A mediados del siglo XIX, además de la carretera nacional, también la línea férrea de Barcelona a Zaragoza atravesaba Barberá, aunque sin parada hasta 1934, cuando se inaugura la estación de ferrocarril, junto a un plan de urbanización conocido como el Gran Ensanche, con el que se quería unificar el pequeño núcleo urbano con la estación de tren.
Durante la Guerra Civil, Barberá se mantuvo fiel a la República. En retaguardia, se saldó una única víctima: José Ferrer, secretario del Ayuntamiento desde 1927 y dueño de la gasolinera local. Fue asesinado el 26 de septiembre de 1936 en la vecina ciudad de Sabadell. La iglesia románica también sufre durante esta etapa daños importantes tras un incendio intencionado.
Barberá se fue convirtiendo en una base de refugiados mientras el ejército franquista avanza en la ofensiva de Cataluña. No fue hasta el día 26 de enero de 1939 cuando unas unidades del Cuerpo de Tropas Voluntarias de Italia entran por el este, desde Sardañola del Vallés, sin encontrar resistencia alguna, encontrando el Ayuntamiento vacío, sin ningún miembro del Equipo de Gobierno municipal, que habían huido, por lo que el Secretario habilitado del Ayuntamiento dio posesión del edificio a las tropas franquistas, que colgaron de la fachada la bandera bicolor en torno a las 16:00 horas. Hay que destacar que una vez ocupada por los nacionalistas, se le cambiaron los nombres a las calles; José Antonio, Generalísimo, Primo de Rivera, etc. No obstante, no fue hasta el año 1941 cuando la FET de las JONS gobernó en esta población, habiendo habilitado hasta entonces una gestora municipal afín al Régimen.
En 1959, el barrio de La Cruz de Barberá se anexiona a Sabadell, produciendo un descenso de la población (80%). Esta anexión se produjo por el interés de Sabadell de tener más habitantes que Tarrasa, más terrenos para construir viviendas y, sobre todo, para aumentar su población y así obtener más ayudas del Estado.
La población seguía creciendo, ya que iban llegando inmigrantes para trabajar en las tierras, en los molinos de papel o en la incipiente industria sabadellense. Entre las décadas de 1950 y 1980 tienen lugar los derribos de multitud de masías históricas como la Torre de Ca n'Esteper, Can Planas (esta más tarde) y la Torre d'en Mateu, con motivos de ampliación urbanística o industrial.
En 1970 empezó a edificarse el último polígono industrial en torno al castillo, lo que proporcionó nuevos puestos de trabajo, y en 1973 finalizaron las obras de Ciudad Badía, un polígono residencial mancomunado entre Barberá y Sardañola, e inaugurado por Juan Carlos I, por entonces Príncipe de España.
En abril de 1979 se celebraron las primeras elecciones democráticas en Barberá, ganando con mayoría absoluta el PSUC (con Antonio Lobo como cabeza de lista). No obstante, en 1983 es sustituido por una Gestora municipal, y desde las Elecciones municipales de 1983 gobierna ininterrumpidamente en la ciudad el PSC hasta las Elecciones municipales españolas de 2015 donde comienza a gobernar un partido municipalista(Plataforma Ciutadana Per Barberà) 
En 1985 Barberá recibe el título de ciudad, aunque el 14 de abril de 1994 se formalizaría la independencia consensuada de Badia, lo que supondría una reducción de aproximadamente 10 000 habitantes en Barberá.

### Presente
Actualmente, Barberá del Vallés es una ciudad de más de 32 000 habitantes. En el ámbito industrial, es una de las principales ciudades de la comarca del Vallés Occidental con un potencial polígono industrial con un parque de empresas, y con una división clara entre la zona urbana y la industrial.
La población de la ciudad, que mayoritariamente es fruto de la inmigración interior de España de los años sesenta, forma parte de esta ciudad, que asimila la cultura autóctona de Cataluña y fomenta el asociacionismo cultural y folclórico. Esto lo podemos ver en la Feria de Abril, que en Cataluña se celebró hasta 1993 en Barberá del Vallés.
En 1985 Barberá conmemoró su milenario, que coincidió con la inauguración de la plaza del Milenario, en el entorno de La Románica, con miradores al río Ripoll y su parque fluvial.

## Demografía
Barberá del Vallés cuenta con una población de 33 575 habitantes (INE 2024).
| Gráfica de evolución demográfica de Barberá del Vallés entre 1842 y 2021 |
| |
| Población de derecho según los censos de población del INE. Población de hecho según los censos de población del INE.En estos censos se denominaba Barbará: 1842, 1857, 1860, 1877, 1887, 1897, 1900 y 1910. En estos censos se denominaba Santa María de Barbará: 1920, 1930, 1940, 1950, 1960 y 1970. Entre el censo de 2001 y el anterior, disminuye el término del municipio porque independiza a Badía del Vallés. |

En 1994 se produce la independencia de Ciudad Badía.

## Barrios
El municipio de Barberá del Vallés se divide en la actualidad en nueve barrios claramente delimitados. Estos espacios se han ido configurando casi de forma natural a lo largo de la historia reciente de la ciudad.

### Casco Antiguo
Se trata del embrión del núcleo urbano que a lo largo del siglo XVIII se fue configurando en torno al Hostal Nou. Se conserva parte del casco histórico, delimitado por las calles de Santa Bárbara, del Ripoll, del Bosque y del Dr. Ferran. En su interior podemos encontrar casas centenarias, en las que todavía se conservan los corrales, testigos del pasado rural de Barberá. No obstante, edificios relevantes como las Escuelas Nacionales, el antiguo Ayuntamiento o incluso el Hostal Nou ya han desaparecido.
El Casco Antiguo también está configurado por las nuevas viviendas surgidas del desarrollismo, las cuales fueron originalmente habitadas por la clase obrera proveniente de otras áreas de España. El principal punto de convergencia entre las dos áreas es la plaza de la Unidad, denominada así en referencia a la unidad de los barberenses oriundos con el resto de habitantes originarios de otras regiones de España.

### La Románica
En torno a la iglesia románica, se fue edificando todo un barrio que, junto a la Cruz de Barberá, configuraría uno de los núcleos urbanos más importantes del término municipal. Está asentado sobre una terraza fluvial, junto al río Ripoll. Su eje vertebrador es la Vía de San Olegario, quien consagró el templo.
Se ha acondicionado un gran parque denominado Ca n'Amiguet, en referencia a la antigua masía que en este paraje se levantaba. En la actualidad cuenta con diversas áreas de recreo, así como instalaciones municipales.

### Ensanche-Can Llobet
Centro neurálgico de la ciudad de Barberá del Vallés. Toma su nombre del denominado Gran Ensanche, planificado para unir el núcleo urbano de Barberá con la estación de tren, ubicada a 1 km de distancia, y de la ya desaparecida masía de Can Llobet.
En este barrio se encuentran las principales dependencias del municipio: el ayuntamiento y la iglesia parroquial, consagrada a la Virgen de la Asunción, el Juzgado de Paz, la comisaría de la policía local, la biblioteca municipal, el ambulatorio o el Mercado 11 de septiembre. Además, cuenta con el principal paseo de la ciudad, dedicado al Dr. Emilio Moragas, marido de Elisa Badia, quienes fueron los últimos dueños de la Torre d'en Gorgs; una de las familias que más terrenos donó para la construcción de escuelas, así como de Ciudad Badía o incluso la propia estación de ferrocarril.

### Estación-Ca n'Esteper
Tras la inauguración de la estación de tren en 1934, se inicia un plan de urbanización de los terrenos colindantes a ella, así como en torno a la masía ya desaparecida de Ca n'Esteper. Se caracteriza por su gran cantidad de viviendas unifamiliares, en su mayor parte chalés, o como se conocen en la localidad, torres.

### Can Gorgs
Extensión natural de las torres que se fueron construyendo en torno a la vía del tren. El barrio se edificó sobre el paraje conocido como Las roquetas de Can Gorgs. Anteriormente, esta área estaba dedicada únicamente a la labranza, mientras que a día de hoy es una zona residencial.

### Can Gorgs II
Mientras en los barrios de la Estación - Ca n'Esteper y de Can Gorgs se terminaban los terrenos para la edificación de nuevas viviendas, se extendió el barrio de las torres al otro lado de la vía, en torno a la Torre d'en Gorgs. En la actualidad, aún podemos encontrar conservado uno de los principales pulmones verdes de la ciudad: el bosque de Can Gorgs. Desde 1999 bastantes de sus casas (edificadas en zona no inundable) son inundadas habitualmente con aguas de las cloacas en episodios de fuertes lluvias por haber quedado la red de saneamiento olvidada y deficiente tras treinta años de urbanización sin dar salida a esas aguas. Cada inundación cuesta más a la administración que las obras, pero estas, que rondan el millón de euros, tras quince años de reiteradas inundaciones por aguas de las cloacas siguen paradas. Al juntarse el alcantarillado con las aguas provenientes de Sabadell, las aguas sucias llegan a unos niveles cercanos a los dos metros de altura en las viviendas. Los olores fétidos que quedan tras la limpieza por cualquier rincón inaccesible, o tras los enchufes de las paredes, suelen durar cerca del año.

### Can Serra
Situado en la zona sur de Barberá del Vallés. De él parte una de las arterias más importantes de Barberá, el paseo Dr. Moragas. Las construcciones del barrio están formadas principalmente por bloques de pisos de poca altura y viviendas unifamiliares. Su nombre se lo debe a la familia Serra, donantes de los terrenos en los que se edificaría el colegio Can Serra, así como otro de los pulmones verdes de la ciudad: el parque de Can Serra.
Este barrio cuenta con el polideportivo de su mismo nombre, sede oficial del equipo local de baloncesto y habitualmente usado por los alumnos del colegio Can Serra.
La sede de la policía local, queda ubicada dentro de este barrio, en la parte sur de la ciudad.

### Parque Europa
Básicamente está compuesto por dos manzanas divididas por la calle Juan de la Cierva. El barrio surge a principios del siglo XXI a raíz del boom inmobiliario antes de la crisis de 2008. Todos son edificios altos, muchos tienen zonas comunes con piscinas y parques.
En una de las manzanas hay una zona verde en forma de T que da nombre al barrio (La parte alta de la T es el parque Europa y la parte baja la Rambla Europa). En esta manzana antiguamente había la mayor fábrica de la ciudad.
Dentro de las delimitaciones del barrio, se encuentra la masía de Can Gili Nou.

### Parque Central del Vallés
Es un gran espacio de 30 hectáreas situado entre los municipios de Sabadell y Barberá del Vallés, a unos 15 minutos de Barcelona, con excelentes comunicaciones y una gran concentración de población en su área de influencia. Se trata de un gran parque temático con tres ejes o contenidos: la divulgación medioambiental, el juego y la promoción económica. Todo ello lo convierte en un pulmón verde en un entorno densamente poblado, con un gran potencial de atracción de visitantes por su situación y su contenido.

## Administración y política
| Periodo   | Nombre               | Partido | Partido                                        |
| --------- | -------------------- | ------- | ---------------------------------------------- |
| 1979-1983 | Antonio Lobo         |         | Partit Socialista Unificat de Catalunya (PSUC) |
| 1983-2006 | José Antonio Robles  |         | Partit dels Socialistes de Catalunya (PSC)     |
| 2006-2015 | Ana del Frago Barés  |         | Partit dels Socialistes de Catalunya (PSC)     |
| 2015-2019 | Sílvia Fuster Alay   |         | Plataforma Ciutadana per Barberà (PCPB)        |
| 2019-act. | Xavier Garcés Trillo |         | Partit dels Socialistes de Catalunya (PSC)     |

| Partido político                                         | 2023  | 2023  | 2023       | 2019  | 2019  | 2019       | 2015  | 2015  | 2015       | 2011  | 2011  | 2011       | 2007  | 2007  | 2007       |
| Partido político                                         | %     | Votos | Concejales | %     | Votos | Concejales | %     | Votos | Concejales | %     | Votos | Concejales | %     | Votos | Concejales |
| Partit dels Socialistes de Catalunya (PSC)               | 29,41 | 3804  | 7          | 25,59 | 3941  | 7          | 24,02 | 3282  | 6          | 33,69 | 4048  | 9          | 44,14 | 4791  | 11         |
| Partit Demòcrata Europeu Català (PDeCAT)                 | 11,42 | 1478  | 3          | —     | —     | —          | —     | —     | —          | —     | —     | —          | —     | —     | —          |
| Plataforma Ciudadana por Barberà (PCPB)                  | 11,33 | 1466  | 3          | 21,77 | 3352  | 6          | 18,62 | 2545  | 5          | 17,01 | 2043  | 4          | 18,40 | 1997  | 4          |
| Esquerra Republicana de Catalunya (ERC)                  | 9,26  | 1198  | 2          | 15,72 | 2421  | 4          | 10,36 | 1416  | 2          | 3,89  | 467   | 0          | 5,57  | 604   | 1          |
| En Comú Podem (ECP)-Iniciativa per Catalunya Verds (ICV) | 8,62  | 1116  | 2          | 4,17  | 643   | 0          | 9,50  | 1298  | 2          | 7,65  | 919   | 2          | 9,16  | 994   | 2          |
| Partit Popular de Catalunya (PP)                         | 8,39  | 1086  | 2          | 4,72  | 728   | 0          | 9,51  | 1299  | 2          | 15,67 | 1882  | 4          | 9,49  | 1030  | 2          |
| Vox                                                      | 6,98  | 903   | 1          | 2,29  | 353   | 0          | —     | —     | —          | —     | —     | —          | —     | —     | —          |
| Candidatura d'Unitat Popular (CUP)                       | 5,08  | 658   | 1          | 4,37  | 674   | 0          | 16,25 | 2221  | 4          | —     | —     | —          | —     | —     | —          |
| Junts per Catalunya (JxC)-Convergència i Unió (CiU)      | 3,45  | 447   | 0          | 4,92  | 672   | 0          | —     | —     | —          | 9,66  | 1160  | 2          | 6,91  | 750   | 1          |
| Ciutadans (CS)                                           | 1,69  | 219   | 0          | 9,24  | 1424  | 2          | 0     | 0     | 0          | —     | —     | —          | 2,89  | 314   | 0          |
| Podem                                                    | —     | —     | —          | 9,52  | 1466  | 2          | —     | —     | —          | —     | —     | —          | —     | —     | —          |

## Fiestas
- Vueltas de San Antón, o Tres Tombs

Se celebra el 17 de enero, y se trata de una festividad en torno a San Antonio Abad en la que originariamente se sacaban al paso los carros tirados por caballos o asnos, así como otras bestias domésticas, con tal de que sean bendecidas. En la actualidad, se ha convertido en un desfile en el que los vecinos sacan a sus propias mascotas para que también sean bendecidas.
- Fiesta del pan

Se celebra el Lunes de Pascua. Los barberenses se concentran en torno al pan, un alimento básico y con un estrecho vínculo con Jesucristo, en honor al cual se acaba de conmemorar su Pasión. Es una tradición local.
- Fiesta mayor

El primer fin de semana de julio, los vecinos festejan con atracciones, actuaciones y fuegos artificiales la principal fiesta de Barberá. También se ahonda en tradiciones como el baile de diablos o los castillos humanos. El origen de estas fechas se encuentra en la necesidad de trasladar las fiestas patronales, en agosto, a otras en las que los vecinos no se hubieran marchado de vacaciones, con tal de que el conjunto de los barberenses puedan disfrutar de sus fiestas locales.
- San Jaime

También conocido como Santiago el Mayor, es el patrón de España por ser considerado quien cristianizó la península ibérica. Su celebración se centra en el casco histórico de la ciudad.
- Fiestas patronales

Santa María es la patrona de Barberá, celebrándose históricamente su Ascensión el día 15 de agosto. Tradicionalmente se realizaba una romería desde la iglesia de La Románica, aunque en la actualidad no se realiza ninguna actividad relevante.
- Ferias

Se celebra el día de la Cruz de Mayo, organizada por la Casa Regional de Granada.

## Ciudades hermanadas
Barberá del Vallés está hermanada con tres ciudades. Una es Linares, población de la provincia andaluza de Jaén. Otra es Grugliasco, ciudad italiana del área metropolitana de Turín. La tercera es Plaza de la Revolución (Cuba).
- Linares (España)
- Grugliasco (Italia)
- Plaza de la Revolución (Cuba)